# Special Branch (politi)
Special Branch er en betegnelse for politienheder, som er ansvarlige for den nationale sikkerhed i Storbritannien og Commonwealth. 
En Special Branch-enhed indsamler efterretninger i forbindelse med terror, spionage, politiske og militære anliggender.

## Ekstern henvisning
- Scottish Executive – Guidelines on Special Branch Work in the United Kingdom

| Politi | Spire Denne politirelaterede artikel er en spire som bør udbygges. Du er velkommen til at hjælpe Wikipedia ved at udvide den. |